# Stichoplastoris angustatus
Stichoplastoris angustatus es una especie de araña migalomorfas de la familia Theraphosidae. Es originaria de El Salvador.  